# Европско првенство у атлетици у дворани 1971 — скок удаљ за мушкарце
Такмичење у скоку удаљ у мушкој конкуренцији на другом Европском првенству у атлетици у дворани 1971. одржано је у Фестивалској дворани у Софији 14. марта.
Титулу европског првака освојену на Европском првенству у дворани 1970. у Бечу није бранио Тону Лепик из Совјетског Савеза.

## Земље учеснице
Учествовало је 17 скакача удаљ из 13 земаља.
1. Белгија (1)
2. Бугарска (1)
3. Чехословачка (1)
4. Данска  (1)
5. Финска (1)
6. Мађарска (1)
7. Пољска (1)
8. Румунија (2)
9. Совјетски Савез (3)
10. Југославија (1)
11. Турска  (1)
12. Уједињено Краљевство (1)
13. Западна Немачка (2)

## Рекорди
Извор:
| Рекорди пре почетка Европског првенства у дворани 1971.     | Рекорди пре почетка Европског првенства у дворани 1971. | Рекорди пре почетка Европског првенства у дворани 1971. | Рекорди пре почетка Европског првенства у дворани 1971. | Рекорди пре почетка Европског првенства у дворани 1971. | Рекорди пре почетка Европског првенства у дворани 1971. |
| ----------------------------------------------------------- | ------------------------------------------------------- | ------------------------------------------------------- | ------------------------------------------------------- | ------------------------------------------------------- | ------------------------------------------------------- |
| Светски рекорд                                              | Боб Бимон                                               | Сједињене Америчке Државе                               | 8,30                                                    | Детроит, САД                                            | 13. март 1968.                                          |
| Европски рекорд у дворани                                   | Игор Тер-Ованесјан                                      | Совјетски Савез                                         | 8,23                                                    | Дортмунд Западна Немачка                                | 27. март 1966.                                          |
| Рекорди европских првенстава у дворани                      | Тину Лепик                                              | Совјетски Савез                                         | 8,05                                                    | Беч, Аустрија                                           | 15. март 1970.                                          |
| Рекорди после завршеног Европског првенства у дворани 1971. |                                                         |                                                         |                                                         |                                                         |                                                         |
| Рекорди европских првенстава у дворани                      | Ханс Браунгартнер                                       | Западна Немачка                                         | 8,12                                                    | Софија, Бугарска                                        | 14. март 1971.                                          |

## Освајачи медаља
|                                   |                                    |                         |
| Ханс Браумгартнер Западна Немачка | Игор Тер-Ованесјан Совјетски Савез | Василе Сарукан Румунија |

## Резултати
Извор:

### Коначан пласман
| Пласман | Атлетичар          | Земља                | #1   | #2   | #3   | #4   | #5   | #6   | Резултат | Белешка   |
| ------- | ------------------ | -------------------- | ---- | ---- | ---- | ---- | ---- | ---- | -------- | --------- |
|         | Ханс Браумгартнер  | Западна Немачка      | 7,43 | 7,91 | 8,00 | 8,12 | 7,82 | 7,89 | 8,12     | РЕПд, НРд |
|         | Игор Тер-Ованесјан | Совјетски Савез      | 7,76 | 7,74 | 7,91 | x    | x    | 7,80 | 7,91     |           |
|         | Василе Сарукан     | Румунија             | x    | 7,80 | x    | x    | x    | 7,88 | 7,88     | НРд       |
| 4.      | Valentin Jurca     | Румунија             | x    | 7,72 | 7,69 | 7,72 | x    | 7,72 | 7,72     |           |
| 5.      | Philip Housiaux    | Белгија              | x    | x    | 7,62 | 7,70 | x    | 7,63 | 7,70     |           |
| 6.      | Андреас Члерфелд   | Западна Немачка      | 7,54 | 7,70 | 7,61 | 7,60 | 7,34 | x    | 7,70     |           |
| 7.      | Јан Кобушовски     | Пољска               |      |      |      |      |      |      | 7,66     |           |
| 8.      | Јарослав Броз      | Чехословачка         |      |      |      |      |      |      | 7,66     |           |
| 9.      | Алан Лервил        | Уједињено Краљевство |      |      |      |      |      |      | 7,61     |           |
| 10.     | Михаил Барибан     | Совјетски Савез      |      |      |      |      |      |      | 7,58     |           |
| 11.     | Валериј Подлужњи   | { Совјетски Савез    |      |      |      |      |      |      | 7,54     |           |
| 12.     | Кари Палмен        | Финска               |      |      |      |      |      |      | 7,51     |           |
| 13.     | Георги Марин       | Бугарска             |      |      |      |      |      |      | 7,51     |           |
| 14.     | Jesper Toring      | Данска               |      |      |      |      |      |      | 7,46     |           |
| 15.     | Милан Спасојевић   | Југославија          |      |      |      |      |      |      | 7,23     |           |
| 16.     | Салих Мерџан       | Турска               |      |      |      |      |      |      | 6,98     |           |
| 17.     | Хенрик Калочај     | Мађарска             |      |      |      |      |      |      | 5,67     |           |

## Укупни биланс медаља у скоку удаљ за мушкарце после 2. Европског првенства у дворани 1970—1971.
|    | Земља           | Злато | Сребро | Бронза | Укупно |
| -- | --------------- | ----- | ------ | ------ | ------ |
| 1. | Совјетски Савез | 1     | 1      | 0      | 2      |
| 2. | Западна Немачка | 1     | 0      | 0      | 1      |
| 3. | Источна Немачка | 0     | 1      | 0      | 1      |
| 4. | Румунија        | 0     | 0      | 1      | 1      |
| 4. | Шпанија         | 0     | 0      | 1      | 1      |
|    | Укупно {5}      | 2     | 2      | 2      | 6      |

|                                        | Атлетичар                              | Земља                                  | Злато                                  | Сребро                                 | Бронза                                 | Укупно                                 |
| Није било вишеструких освајача медаља. | Није било вишеструких освајача медаља. | Није било вишеструких освајача медаља. | Није било вишеструких освајача медаља. | Није било вишеструких освајача медаља. | Није било вишеструких освајача медаља. | Није било вишеструких освајача медаља. |
| -------------------------------------- | -------------------------------------- | -------------------------------------- | -------------------------------------- | -------------------------------------- | -------------------------------------- | -------------------------------------- |